# Пьештяни
Пье́штяни, Пьештяны (словац. Piešťany, нем. Pistyan, венг. Pöstyén, рус. Пестьен) — курортный город в западной Словакии возле водохранилища Сльнява на реке Ваг у подножья Поважски-Иновец. Население — около 27 тыс. человек.

## История

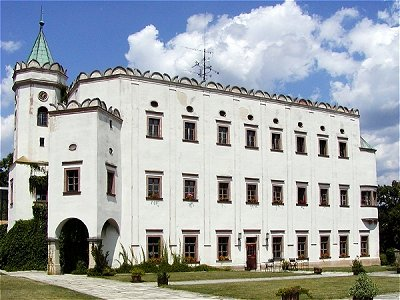
Замок Мораваны

Пьештяни впервые упоминается в 1113 году. Вся история города связана с минеральными источниками. Первое подробное описание целебных источников Пьештян происходит с 1545 года в письме королевского советника Юрая Вернера. Далее о них упоминают врачи австрийского императора и папы римского Сикста V. В 1642 году Пьештяни получают городские права. В XVIII веке здесь возникает санаторный городок Теплице. В 1772 году здесь строится бальнеологический санаторий. Бурный расцвет наступает в 1889 году, когда управлением санаториев занимается фирма «Александр Винтер и сыновья».
В 1917 году здесь встречаются германский император Вильгельм II, австрийский император и венгерский король Карл I и болгарский царь Фердинанд I и решают продолжать войну до победного конца.
Сейчас Пьештяни известный курортный город, знаменитый прежде всего лечением ревматических заболеваний: кроме санаториев здесь расположен Национальный институт ревматических заболеваний. Культурная жизнь Пьештян включает крупный кинофестиваль Синематик.
Помимо этого, в городе расположен Научно-исследовательский институт растениеводства и Пьештянский технический испытательный институт.

## Население
| Год:                | 1994   | 2004    | 2014    | 2024    |
| ------------------- | ------ | ------- | ------- | ------- |
| Количество человек: | 32 970 | 29 957  | 27 998  | 26 379  |
| Разница:            |        | −9,13 % | −6,53 % | −5,78 % |

## Климат
| Показатель                    | Янв. | Фев. | Март | Апр. | Май | Июнь | Июль | Авг. | Сен. | Окт. | Нояб. | Дек. | Год |
| ----------------------------- | ---- | ---- | ---- | ---- | --- | ---- | ---- | ---- | ---- | ---- | ----- | ---- | --- |
| Средний суточный максимум, °C | 1    | 3    | 9    | 13   | 19  | 22   | 24   | 24   | 20   | 13   | 6     | 2    | 13  |
| Средняя температура, °C       | −1   | 0    | 5    | 9    | 14  | 17   | 19   | 18   | 15   | 10   | 3     | 0    | 9   |
| Средний суточный минимум, °C  | −3   | −2   | 1    | 4    | 9   | 11   | 13   | 13   | 10   | 5    | 1     | −2   | 5   |
| Источник:                     |      |      |      |      |     |      |      |      |      |      |       |      |     |

## Достопримечательности
- Здания санаториев в стиле классицизма: Наполеоновские ванны, Термия-Палас и другие
- Церковь святого Иштвана
- Замок Моравани-над-Вагом неподалёку
- Бальнеологический музей
- Гимназия святого Михаила Архангела

## Известные уроженцы и жители города
- Виктор Вазарели — венгерский художник и скульптор (вырос в Пьештянах)
- Филип Голошко — словацкий футболист, игрок национальной сборной
- Славомир Князовицкий — словацкий гребец на каноэ, призёр Олимпийских игр и чемпионатов мира в слаломе
- Иван Краско — словацкий поэт и писатель
- Лукаш Лацко — словацкий теннисист
- Мартина Моравцова — словацкая пловчиха, двукратная вице-чемпионка Олимпийских игр
- Магдалена Рыбарикова — словацкая теннисистка
- Бранко Радивоевич — словацкий хоккеист, призёр чемпионата мира 2003 года
- Иван Стодола — словацкий писатель и драматург
- Доминика Цибулкова — словацкая теннисистка (выросла в Пьештянах)
- Йозеф Шек — словацкий карикатурист и график (работал и умер в Пьештянах)

## Города-побратимы

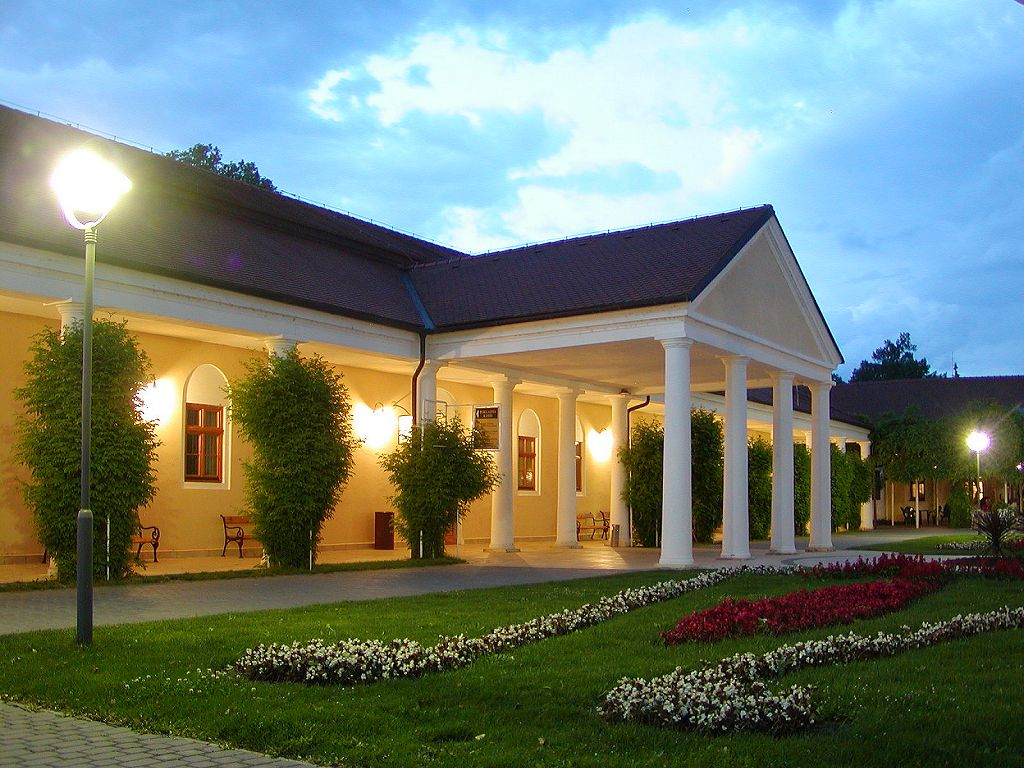
Санаторий «Наполеон»

- Будапешт IX (венг. Budapest IX), Венгрия
- Вараждинске Топлице (хорв. Varaždinske Toplice), Хорватия
- Лугачовице (чеш. Luhačovice), Чехия
- Монтеваго (итал. Montevago), Италия
- Подебрады (чеш. Poděbrady), Чехия
- Устронь (пол. Ustroń), Польша
- Хайдунанаш (венг. Hajdúnánás), Венгрия
- Хейнола (фин. Heinola), Финляндия
- Эйлат (ивр. אילת‎), Израиль

## Спорт
В 1938 году в городе прошёл чемпионат мира по фехтованию.
Из зимних видов спорта следует отметить хоккей с шайбой. В 1986 году в городе была построена ледовая арена Истон арена на 3500 зрителей где прошло несколько турниров чемпионата мира для молодёжных и юношеских команд. Арена является домашним полем для команды ШХК 37.
В 1,5 км от города находится водохранилище Слнява с возможностью занятий водными видами спорта.